# Plumeau
Ein Plumeau (von französisch plume ‚Feder‘), auch Fußdeckbett oder Fußkissen, ist ein veraltender Begriff für ein halblanges, dickeres Federbett.
Im 19. und Anfang des 20. Jahrhunderts gehörten die kurzen Plumeaus zur Bettausstattung. Man benutzte sie zum Wärmen der Füße im Bett, zusätzlich zur Bettdecke, sie halfen beim Einschlafen (bei kalten Füßen).

## Beschreibung
Nachdem im Jahr 1818 der Belgier M. Nuellens die Spiralfedern zu Matratzen erfunden hatte, ging der Trend allmählich weg von den Himmelbetten, da sie die Lüftung erschwerten, und den „schweren, dumpfigen“ Federkissen. Nur auf die Füße deckte man besondere Federkissen (Plumeau). In Deutschland kamen die Kastenbetten aus Holz in Mode, während die Amerikaner und Engländer leichte Bettgestelle aus Metall bevorzugten.
Federbetten galten als stickig und ungesund und wurden ersetzt. Um dennoch nachts in den Betten nicht zu frieren, wurde nun am Fußende des Bettes über eine wattierte Steppdecke oder eine Wolldecke noch ein mit Daunenfedern gefülltes Fußdeckbett gelegt. Das sogenannte Plumeau hatte die gleiche Breite wie das Bett und reichte bis über die Kniegegend.
Eine Zeitschrift des Kaufhaus des Westens präsentierte 1913 Bettdecken in der Größe 200 × 130 cm, während die Plumeaus in der Größe 120 × 130 cm angeboten wurden.

## Begriff
„Plümo“ hat sich bis heute als Gallizismus im Rheinland, in Süddeutschland, in der Pfalz und in Österreich als gebräuchliches Synonym für Bettdecke und Bettüberwurf erhalten.
Im Französischen bezeichnet Plumeau einen Staubwedel aus Federn. Vor allem im 19. Jahrhundert war dieser Begriff auch in Deutschland in dieser Form in Verwendung. Die gepolsterte und gesteppte Decke, die nur einen Teil des Bettes bedeckt und dazu dient, die Beine und Füße warm zu halten, bezeichnet man auf Französisch hingegen couvre-pieds, dabei kann es sich um eine Cretonne-Decke mit Satin handeln.

## Rezeption
Das „seidene Plumeau am Fußende des Bettes“ in Wilhelm Hauffs Der Mann im Mond von 1827 wird von der Protagonistin Ida weggeschoben, als sie von ihrem Geliebten träumte. 1891 in Heinrich Hansjakobs Erzählung Der Schneeballen trifft man auf das Zitat „Da liegt der gute Jaköble nicht im Bett, sondern bloß unter dem ‚Plumeau‘, das begreiflicherweise den ganzen Mann nicht deckte“. 1929 bei Karl Wilke in Prisonnier Halm. Die Geschichte einer Gefangenschaft waren es „nur Plumeaus, wie Reusch sie nannte, das heißt, sie reichten knapp von den Füßen bis zum Nabel“.